# Foudroyant (1693)
Il Foudroyant fu un vascello di linea francese da 104 cannoni che prestò servizio nella Marine royale dal 1694 al 1713.

## Storia

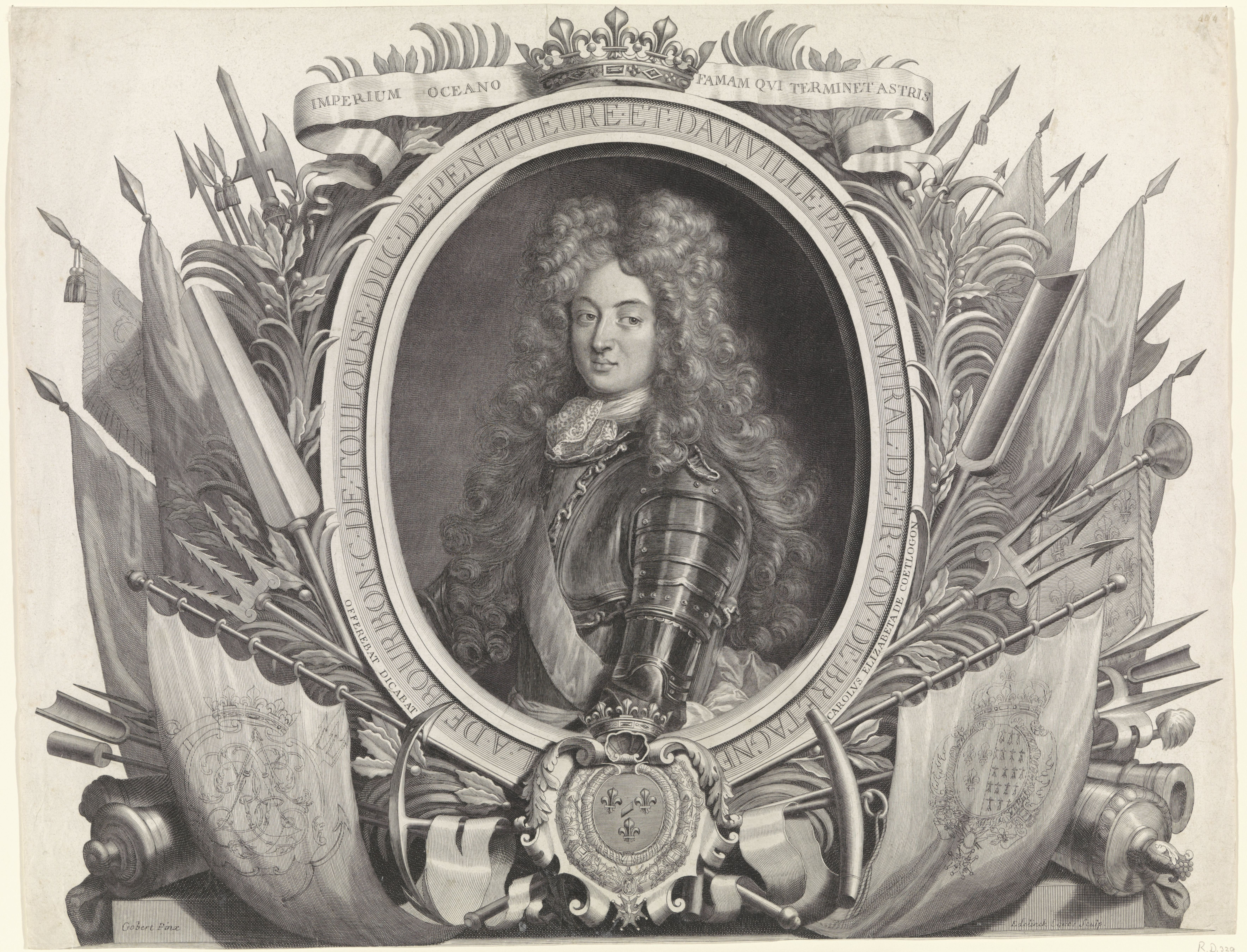
Il Conte di Tolosa.

Il vascello da 104 cannoni Foudroyant fu costruito presso l'Arsenale di Brest su progetto del costruttore navale Blaise Pangalo. L'unità fu ordinata il 20 gennaio 1693, e re Luigi XIV ordinò che portasse il nome Soleil Royal per sostituire la precedente nave che portava quel nome (distrutta a Cherbourg) nel giugno 1692.
Tuttavia, Étienne Hubac pregò il re di dare quel nome di Foudroyant alla nave che aveva appena costruito e che stava invece completando, perché la precedente Soleil Royal era stata costruita da suo padre, Laurent Hubac, e – dato che lui stesso aveva ricostruito quella nave dalla chiglia a Brest nel 1689 – possedeva ancora gli stampi per quella nave. Inoltre fece notare al re che la sua nave sarebbe stata circa 4 piedi più lunga e circa 200 tonnellate più grande della nuova nave di Pangalo, e quindi sarebbe stata più meritevole del nome che onorava lo stesso Luigi XIV. Il 1º marzo 1693 il re accettò la proposta di Hubac e i nomi delle due navi furono scambiati. La nave di Pangalo fu quindi impostata con il nome di Foudroyant nell'aprile successivo, varata il 14 novembre dello stesso anno entrando in servizio nel 1694.
Era lunga 53,916 metri, aveva una larghezza di 14,94 metri e un pescaggio di 6,98 metri con un dislocamento di 2.200 tonnellate. L'equipaggio era composto da 15 ufficiali e 900 tra sottufficiali e uomini d'equipaggio. L'armamento previsto era composto da ventotto cannoni da 36 libbre nella prima batteria, trenta cannoni da 18 nella seconda, ventotto cannoni da 12 nella terza, oltre a dodici cannoni da 6 libbre sul cassero e quattro da 6 sul castello di prua.
Nel 1701 alzò la sua insegna su di esso il tenente generale delle armate navali Philippe Le Valois, marchese di Villette-Mursay. Nel 1702 divenne nave ammiraglia della flotta di Ponente, e su di essa alzò la sua insegna il viceammiraglio Victor Marie d'Estrées, sostituito poi nello stesso anno dal tenente generale delle armate navali Ferdinand de Relingues Conte de Relingue.
Al comando del capitano di vascello Claude Élisée de Court de La Bruyère il 13 agosto 1704 partecipò alla battaglia di Malaga come nave di bandiera dell'Ammiraglio di Francia Luigi Alessandro di Borbone, conte di Tolosa. Nel 1706 armamento fu modificato in ventotto cannoni da 36 libbre nella prima batteria, trenta cannoni da 18 nella seconda, trenta cannoni da 12 nella terza, oltre a diciotto cannoni da 6 libbre sul cassero e sei da 6-7 martelli sul castello di prua.
Fu affondata a Tolone su ordine di Luigi XIV il 29 luglio 1707 per evitare di essere incendiata dal bombardamento della flotta inglese. Successivamente venne rimessa a galla l'11 marzo 1713, ma fu radiata il 1 novembre dello stesso anno e demolita nel 1714.

### Fonti
1. 1 2 3 4 5 6 7 8 9 10 11 12  Threedecks.
2. ↑  Troisponts.